# Buxbaumiaceae
Buxbaumiaceae er en familie af mosser med kun en enkelt slægt.
| Slægter |

- Buxbaumia

| Botanik | Spire Denne botanikartikel er en spire som bør udbygges. Du er velkommen til at hjælpe Wikipedia ved at udvide den. |